# Sagraea polystachya
Sagraea polystachya är en tvåhjärtbladig växtart som först beskrevs av Charles Victor Naudin, och fick sitt nu gällande namn av José Jéronimo Triana. Sagraea polystachya ingår i släktet Sagraea och familjen Melastomataceae. Inga underarter finns listade i Catalogue of Life.